# Glochidion sericeum
Glochidion sericeum là một loài thực vật có hoa trong họ Diệp hạ châu. Loài này được (Blume) Zoll. & Moritzi mô tả khoa học đầu tiên năm 1845.